# Přírodní stavitelství

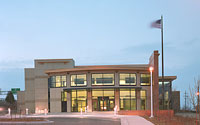
US EPA Kansas City Science & Technology Center - příklad ekologické budovy.

Přírodní stavitelství nebo také ekologické stavitelství (zkráceně ekostavitelství) usiluje o minimalizaci vlivu na životní prostředí při návrhu, výstavbě, provozování a nakonec likvidaci domů. Nejedná se o architektonický styl ani normový předpis, ale o životní postoj a přístup k životnímu prostředí.

## Koncepce
Jedním z možných kvantifikovatelných a celostních přístupů k ekologické výstavbě je „posuzování životního cyklu“ (LCA) a jeho vliv na jednotlivé složky životního prostředí. Například v energetickém hodnocení zohledňuje nejen energie při provozu, ale také pro výrobu a likvidaci stavebních materiálů (např. polystyren má velkou výrobní i recyklační zátěž). Proto se upřednostňují přírodní materiály (např. dřevo – nosná konstrukce, sláma – izolace, hlína – omítka, nepálené cihly – akumulace) ale i celé technologie (např. zadržování dešťové vody pro technické potřeby domu, kořenové čistírny odpadních vod, zelená střecha domu jako náhrada za zábor nezastavěného místa stavbou)

## Návrh
Při navrhování ekostaveb domů se zpravidla uplatňují koncepty:
- pasivní a nízkoenergetické domy
- solární architektura
- domy chráněné zeminou
- zelená střecha
- úspornost, skromnost

## Stavba
Při stavbě je snahou upřednostnit přírodní zdroje před konvenčními stavební materiály. Sledované parametry:
- minimalizace ekologických dopadů při výrobě (průmyslová chemie, umělé hmoty, odpad, CO2)
- využití místních zdrojů
- nízká výrobní a dovozní energetická náročnost

Typickými zástupci jsou:
- nepálené cihly (zdivo)
- hlína (omítky)
- sláma (tepelná izolace, zdivo)
- dřevo (nosná konstrukce, obklady)
- kámen (základ stavby)
- konopí, ovčí vlna, len, rákos (tepelná izolace)

## Provoz a energie
Při provozu je snaha o úspornost a recyklaci:
- obnovitelné zdroje energie
  - teplo (kvalitní izolační schopnosti stavby, využívání odpadního tepla)
  - voda (zadržování srážek)
  - světlo (vysoká účinnost zářičů)

- odpady provozu
  - kořenové čistírny odpadních vod (recyklace odpadní vody)
  - kompostovací záchod (separace moči a kompostování)
  - třídění domovního odpadu

## Likvidace
Každá stavba by měla být připravena po ukončení své životnosti jednoduše separovat použité materiály a zajistit jejich recyklaci.